# Valesca Popozuda
Valesca dos Santos (Rio de Janeiro, 6 de outubro de 1978), mais conhecida como Valesca Popozuda, é uma cantora, dançarina e empresária brasileira. Foi vocalista do grupo feminino Gaiola das Popozudas entre 2000 e 2012, sendo considerada uma das mulheres precursoras do funk carioca no início dos anos 2000 junto a Tati Quebra Barraco. Em 2012 saiu em carreira solo e, no ano seguinte, lançou a canção "Beijinho no Ombro", um sucesso nacional. Valesca é considerada a "Rainha do funk carioca".

## Biografia
Nascida e criada em uma família humilde de Irajá, bairro do subúrbio carioca, sempre foi seu desejo adentrar na vida artística. Entre outras ocupações profissionais, no início de sua trajetória, Valesca trabalhou por alguns anos como frentista em um posto de gasolina. A artista casou-se ainda na adolescência. Possui um único filho, chamado Pablo, fruto do seu relacionamento com seu ex-marido Leandro Pardal.

## Carreira

### 2000-2011: Carreira com Gaiola das Popozudas
Em 2000, Valesca fundou o grupo de funk carioca Gaiola das Popozudas. Sua primeira música de trabalho foi "Vai Danada", lançada no começo da década de 2000. Conseguiu grande projeção nacional em 2007, após o lançamento das músicas de sucesso "Late Que Eu Tô Passando" e "Agora Sou Solteira", apresentadas nos DVDs Tsunami e Tsunami II, respectivamente. Suas músicas já foram lançadas ou remixadas e incluídas em compilações de DJs internacionais, como o norte-americano Diplo e os austríacos Makossa & Megablast. O grupo foi um dos pioneiros do neofeminismo dentro do funk, entretanto é alvo de polêmica relacionada ao conteúdo de suas letras, que abusam de palavras de baixo calão, sendo editadas e algumas vezes censuradas pelas rádios. Entre suas músicas de trabalho mais recentes estão "Quero Te Dar", "My Pussy", "Larguei Meu Marido" e "Tô Que Tô Pegando Fogo", com participação do Mr. Catra. Já fizeram turnês internacionais, destinadas principalmente aos Estados Unidos e Europa. Em 2009, foi capa de uma edição especial da revista Playboy.

### 2012–presente: Carreira solo

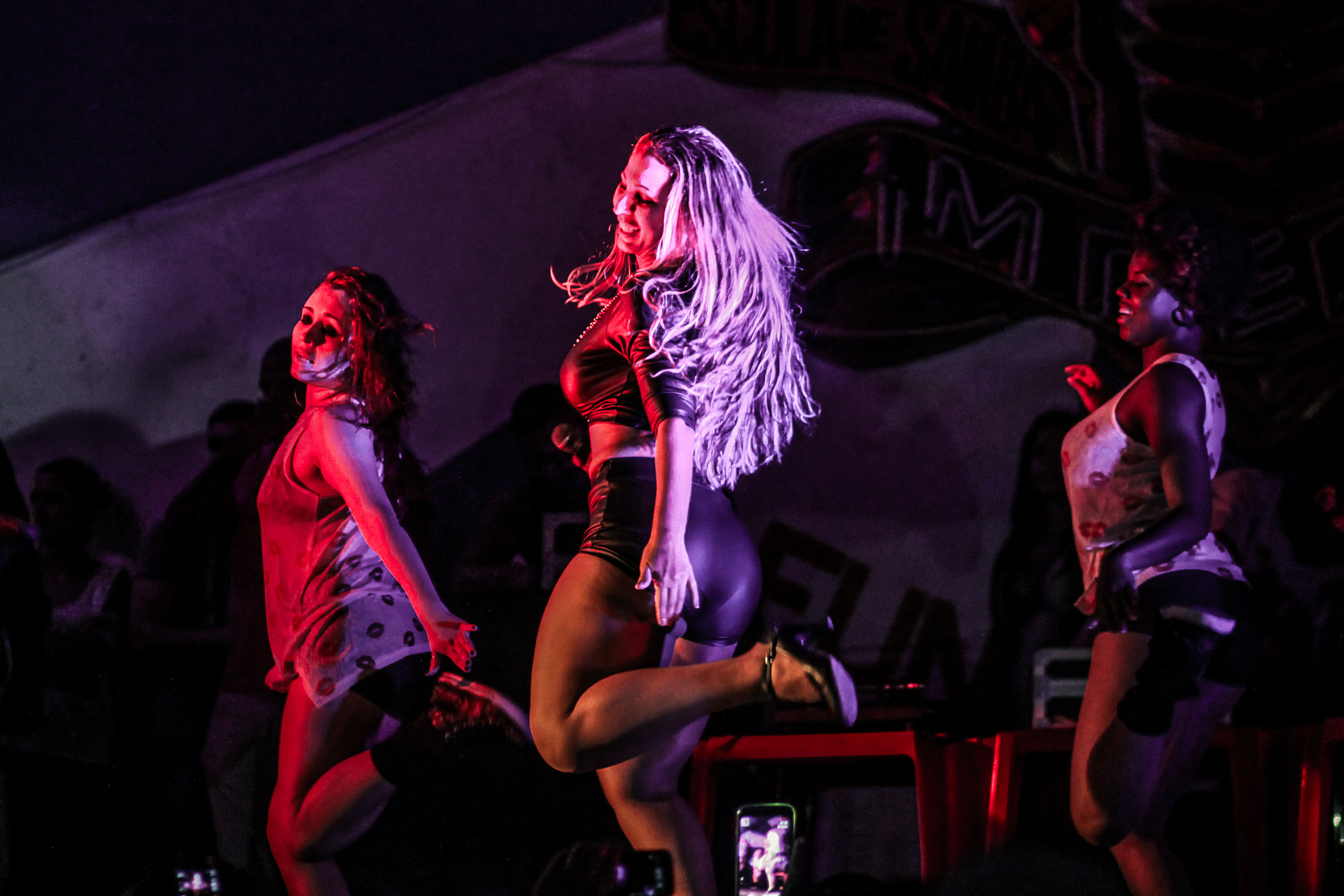
Valesca em 2014.

Em 2012, Valesca anunciou sua saída do grupo da Gaiola das Popozudas para dedicar-se a carreira solo, deixando sua irmã Gessica Santos como vocalista a mesma não continuou no grupo saindo após fazer apenas um único show. Em 27 de abril de 2012 lança seu primeiro trabalho solo, o single promocional "Mama", com a participação de Mr. Catra, anunciada como a última canção explícita antes de sua reestruturação de carreira. Em 12 de junho lança outro promocional, "Sou Gay". Após um ano trabalhando uma nova imagem, em 1 de agosto de 2013, Valesca lançou o seu primeiro single em carreira solo, "Beijinho no Ombro", através do iTunes de forma independente. O videoclipe da canção foi lançado no dia 27 de dezembro de 2013 no canal oficial da cantora no YouTube. Este é o primeiro videoclipe da carreira de Valesca, que já estava em carreira há treze anos. Logo no primeiro dia da postagem, o videoclipe alcançou mais de 500 mil visualizações, no segundo dia, o videoclipe já tinha ultrapassado mais de 690 mil. No terceiro dia o vídeo já havia sido visto mais de um milhão de vezes, e sendo bastante repercutido nas redes sociais. O custo total da superprodução foi de 437 mil reais. O clipe atualmente conta com mais de 40 milhões de visualizações.
No ano de 2014 assinou um contrato com a gravadora Universal Music e está preparando um documentário autobiográfico, Da Favela para o Mundo, uma parceria entre os canais Fox e Multishow. Em julho, gravou o videoclipe da canção "Eu Sou a Diva Que Você Quer Copiar", single promocional gravado para ser tema da campanha publicitária da empresa produtos de limpeza Veja, que depois se tornou single oficial da cantora. Em fevereiro, durante o Carnaval, a cantora confirmou seu terceiro single "Sou Dessas", que foi lançado em março e contou com um remix com parceria de Claudia Leitte. Em fevereiro de 2016, a cantora lançou seu quarto single solo, intitulado "Boy Magia".

## Outros projetos

### Carnaval
Além do funk, Valesca também ganhou grande projeção na mídia brasileira por conta de sua participação no carnaval. Foi rainha de bateria da Escola de Samba Porto da Pedra, nos anos de 2009 e 2010. De 2010 a 2012 esteve como madrinha de bateria da Escola de Samba Águia de Ouro. Nesse mesmo período foi destaque do Escola de Samba Salgueiro. Em 2013, retornaria como rainha de bateria da Escola de Samba Porto da Pedra. Devido a compromissos profissionais, só desfilou como destaque do Salgueiro naquele ano. Em 2013, Valesca recebeu a coroa de rainha de bateria da Escola de Samba Império Rubro-Negro.

### Televisão e rádio
Valesca foi participante de diversos reality e talent shows da televisão brasileira: em 2011, integrou o elenco da quarta temporada de A Fazenda, exibida pela Rede Record. Em 2016, Valesca competiu na décima terceira de Dança dos Famosos, exibida pela Rede Globo. Em 2019, participou da oitava temporada do Super Chef Celebridades, pela mesma emissora.. Em 2021, Valesca Popozuda participou do reality show Ilha Record.
Em 2013, a cantora fez uma participação especial na telenovela Amor à Vida. 
Em setembro de 2017, Valesca ingressou na rádio Mix FM Rio de Janeiro como apresentadora do programa semanal The Bate Boca junto com Leo Dias e Bruno Chateaubriand.

## Vida pessoal
Conhecida por seu impacto no funk carioca e por ser um símbolo de empoderamento feminino, Valesca também criou uma conexão profunda com o público LGBT. Em uma entrevista concedida ao portal Gay Blog Br, a cantora discutiu diversos aspectos de sua vida pessoal e profissional, incluindo a sua orientação sexual. Na ocasião, afirmou abertamente a sua bissexualidade, expressou gratidão pelo acolhimento que recebeu da comunidade LGBT e se posicionou como uma aliada firme nas lutas por direitos e visibilidade, refletindo o Brasil em questões de representatividade e políticas públicas para o público LGBT.

## Discografia
Extended plays (EPs)
- Valesca Popozuda (2014)
- CarnaValesca (2019)
- De Volta Pra Gaiola (2019)

## Filmografia

### Televisão
| Ano  | Título                     | Personagem / Cargo        | Nota                              |
| ---- | -------------------------- | ------------------------- | --------------------------------- |
| 2011 | A Fazenda                  | Participante (4.º lugar)  | Temporada 4                       |
| 2012 | Furo MTV                   | Repórter                  | Episódio: "3 de maio de 2012"     |
| 2012 | Saturday Night Live Brasil | Apresentadora especial    | Episódio: "Valesca Popozuda"      |
| 2013 | Amor à Vida                | Ela Mesma                 | Episódio: "9 de dezembro de 2013" |
| 2014 | Vai que Cola               | Dra. Valeiéviski          | Episódio: "Sistas"                |
| 2016 | Os Suburbanos              | Diandra                   | Episódio: " Ligações Perigosas"   |
| 2016 | Dança dos Famosos          | Participante (10.º lugar) | Temporada 13                      |
| 2017 | TOC's de Dalila            | Salete                    | Episódio: "Eu Consigo!"           |
| 2019 | Bancando o Chef            | Participante              | Temporada 2                       |
| 2019 | Super Chef Celebridades    | Participante (4.º lugar)  | Temporada 8                       |
| 2019 | Onde Está Mariana?         | Fabíola                   | Elenco Recorrente                 |
| 2021 | Ilha Record                | Participante (4.º lugar)  | Temporada 1                       |
| 2022 | MasterChef Brasil          | Participação Especial     | Temporada 9                       |
| 2025 | Mania de Você              | Ela Mesma                 | Episódio: "3 de janeiro"          |
| 2025 | Beleza Fatal               | Ela Mesma                 | Episódio: "10"                    |
| 2025 | MasterChef Celebridades    | Participante              | Temporada 1                       |

### Cinema
| Ano  | Título                                      | Personagem | Nota                       |
| ---- | ------------------------------------------- | ---------- | -------------------------- |
| 2005 | Sou Feia, Mas Tô na Moda                    | Ela mesma  | Documentário               |
| 2008 | Favela on Blast                             | Ela mesma  | Documentário               |
| 2015 | Meia Hora e as Manchetes Que Viram Manchete | Ela mesma  | Documentário               |
| 2021 | Peçanha contra o Animal                     | Selma      | Filme original Prime Video |

### Web
| Ano  | Título                 | Personagem | Nota             |
| ---- | ---------------------- | ---------- | ---------------- |
| 2014 | Da Favela Para o Mundo | Ela mesma  | Web-documentário |
| 2015 | Diva                   | Ela mesma  | Web-documentário |

## Rádio
| Ano           | Título        | Cargo         | Rádio(s) |
| ------------- | ------------- | ------------- | -------- |
| 2017–presente | The Bate Boca | Apresentadora | Mix FM   |

## Turnês
- Turnê Late Mais Alto (2013–2014)[38]
- Turnê Diva (2015–2017)[39]
- Turnê Pimenta (2017–2020)[40]
- Turnê De Volta pra Gaiola (2022–presente)

## Prêmios e indicações
| Ano  | Prêmio                                     | Categoria             | Indicação                            | Resultado |
| ---- | ------------------------------------------ | --------------------- | ------------------------------------ | --------- |
| 2014 | Prêmio Multishow de Música Brasileira      | Melhor Clipe          | "Beijinho no Ombro"                  | Indicado  |
| 2014 | Prêmio Multishow de Música Brasileira      | Música-chiclete       | "Beijinho no Ombro"                  | Indicado  |
| 2014 | Capricho Awards                            | Cantora nacional      | Ela mesma                            | Indicado  |
| 2014 | Capricho Awards                            | Melhor clipe nacional | "Beijinho no Ombro"                  | Indicado  |
| 2014 | Capricho Awards                            | Hit Nacional          | "Beijinho no Ombro"                  | Indicado  |
| 2014 | Prêmio F5                                  | Cantora do Ano        | Ela mesma                            | Indicado  |
| 2014 | Prêmio F5                                  | Hit do Ano            | "Eu Sou a Diva que Você Quer Copiar" | Indicado  |
| 2015 | Prêmio Multishow de Música Brasileira      | Música Chiclete       | "Eu Sou a Diva que Você Quer Copiar" | Indicado  |
| 2015 | Prêmio Cidadania em Respeito a Diversidade | Homenagem             | Ela Mesma                            | Venceu    |